# Dieter Böning
Dieter Böning (* 19. März 1939 in Mönchengladbach) ist ein deutscher Sportmediziner und Hochschullehrer.

## Leben
Böning besuchte bis 1949 die Volksschule in Gielsdorf-Ödekoven und danach bis 1958 das Aloisiuskolleg in Bad Godesberg. Von 1958 bis 1964 absolvierte er in Bonn, Innsbruck und Freiburg im Breisgau ein Medizinstudium. In den Jahren 1964 und 1965 war Böning als Medizinalassistent in Bonn und Berlin tätig. Im November 1965 trat er am Institut für Normale und Pathologische Physiologie und in der Anästhesie der Chirurgischen Klinik der Universität zu Köln eine Assistentenstelle an, ab 1. Juli 1968 war er dann am Physiologischen Institut der Deutschen Sporthochschule Köln (DSHS) als wissenschaftlicher Assistent tätig. 1973 schloss er seine Habilitation ab.
Anfang Mai 1976 trat Böning an der Medizinischen Hochschule Hannover die Stelle des Abteilungsvorstehers für Sport- und Arbeitsphysiologie an und blieb bis 1993 im Amt. Zwischenzeitlich, nämlich von September 1983 bis September 1984 weilte er als Gastprofessor für Physiologie an der Universidad del Valle in Cali (Kolumbien).
Im Juni 1993 trat Böning eine Professur für Sportmedizin an der Freien Universität Berlin an und übernahm die Leitung des Instituts für Sportmedizin (später Charité – Universitätsmedizin Berlin). Er setzte sich – letztlich vergeblich – für den Erhalt der Eigenständigkeit der Sportmedizin an der FU Berlin und gegen eine Zusammenlegung mit der Humboldt-Universität zu Berlin ein. Im Jahr 2000 wurde ihm von der Universidad Nacional de Colombia in Bogotá der Titel des Ehrenprofessors verliehen. Ende März 2004 ging er in den Ruhestand, blieb aber Vorsitzender des Vereins zur Förderung der Sportmedizin. Böning war Herausgeber der Deutschen Zeitschrift für Sportmedizin.
Zu Bönings Forschungsschwerpunkten gehörten die Funktion und Anpassung des Gasstoffwechsels an Höhenbedingungen sowie die Leistungsphysiologie. Er befasste sich auch eingehend mit dem Phänomen des Muskelkaters.